# Antillectual
Antillectual est un groupe de hardcore mélodique et punk rock néerlandais.

## Biographie
Antillectual est formé en 2000 à Nimègue et Utrecht, aux Pays-Bas. En 2001, le bassiste Pieter quitte le groupe et est remplacé par Falco. Avec cette formation, ils enregistrent une première démo. Au départ de Falco en 2003, le groupe décide de ne pas le remplacer ; Yvo abandonne la guitare et se met à la basse. En trio, ils publient leur premier album, Silencing Civilization, au label Angry Youth Records en 2005,. 
En 2006, Bob quitte le groupe et est remplacé par Riekus. Avec leur deuxième tournée américaine, ils publient Waves 7", avec des chansons issues de Silencing Civilization en face A, et un aperçu de leur deuxième album à venir en face B. Ce deuxième album, Testimony, est publié en 2008 par sept labels en Europe, aux États-Unis, au Japon et en Malaisie. Antillectual soutien l'album en tournée en passant au No Idea Records Fest 7 de Gainesville, en Floride. 
En janvier 2010, le bassiste Yvo quitte le groupe pour se consacrer à sa famille, et est remplacé par l'ancien chanteur de Smash the Statues, Tom. Tom est plus tard remplacé par Tim Vantol, qui est lui-même remplacé par Glen. Perspectives and Objectives, sorti en 2013 est publié chez A-F Records (Anti-Flag) et Suburban Records. Pendant la tournée en soutien à l'album, ils jouent avec Propagandhi, Strike Anywhere, Rise Against, Bad Religion et NOFX. En 2014, le groupe comprend Willem, Riekus, et Toon. En 2016 sort l'album Engage!.

## Membres
- Willem - guitare, chant (depuis 2000)
- Riekus - batterie, chant (depuis 2006)
- Toon - basse, chant (depuis 2014)

## Discographie
- 2003 : Facts, Opinions and in Between (D.I.Y., 2003)
- 2005 : Silencing Civilization (Angry Youth Records)
- 2007 : Waves 7" (Square of Opposition Records, Glory Days of Youth Records)
- 2008 : Testimony (Shield Recordings, No Reason Records, Rise or Rust Records, Infected Records, Fond of Life Records, Youth Way Records, Jump Start Records, Fastlife Records, Embrace Records)
- 2009 : Pull the Plug (Shield Recordings, No Reason Records, SUMS Records)
- 2010 : Start from Scratch! (Angry Chuck Records, No Reason Records, Destiny Records, Effervescence Records, Discos Rayados Records, Lockjaw Records,  Shield Recordings, Square of Opposition Records, 5 Feet Under Records, Sit Still Promotion, Infected Records)
- 2012 : Future History (EP)
- 2013 : Perspectives and Objectives
- 2016 : Engage!